# Villa Le Logis Saint-Clair
La maison dite villa Le Logis Saint-Clair, anciennement La Maritaye, est l’une des quinze villas balnéaires répertoriées patrimoine exceptionnel de la commune de La Baule-Escoublac, dans le département français de la Loire-Atlantique. Construite vers 1926 par Georges Meunier, il s’agit d’une villa de style dissymétrique provençal située dans le lotissement La Baule-les-Pins.

## Localisation
La villa est située au 10, avenue d'Alsace, voie qui borde la propriété du côté est. L'édifice se dresse au milieu de la parcelle, en retrait de la rue.

## Patrimoine de La Baule-Escoublac
La zone de protection du patrimoine architectural, urbain et paysager (ZPPAUP) de La Baule-Escoublac rassemble 6 871 bâtiments, parmi lesquels 15 villas sont distinguées en patrimoine exceptionnel ; 699 autres sont recensées en patrimoine remarquable à conserver et 1 741 en patrimoine d’accompagnement essentiel.

## Historique
La maison a été construite sur les plans dessinés par Georges Meunier vers 1926. Elle s'est tout d'abord nommée villa La Maritaye.
La villa fait l'objet d'une publication dans le recueil L'Encyclopédie de l'architecture.

## Architecture
La villa est d’inspiration provençale, mais rappelle également certaines bâtisses hispano-mauresques, avec les baies plein cintre de sa loggia, protégées de grilles ondulées, qui permettent d’observer l’extérieur tout en étant abrité par le bâti.
La façade est est ornée d'un escalier extérieur qui mène à l’étage, débouchant sur une véranda belvédère qui donne accès à un appartement sous un faux pigeonnier.
Vers l’ouest, la terrasse, spacieuse et à l’ombre des pins, est pavée alternativement de carreaux d’argile et d’ardoise.
Au nord, la cour est pavée d'opus incertum clair.